# Aeródromo Agua Buena
El Aeródromo Agua Buena (OACI: SCKO) es un terminal aéreo ubicado a 15 kilómetros al este de la localidad de Collipulli, Provincia de Malleco, Región la Araucanía, Chile. Es de propiedad privada. Fue construido e inaugurado por Pedro Nickelsen Kowald en 1954.
Se encuentra emplazado dentro del Parque Eólico Malleco.